# Talitha Peres
Talitha Maria Cardoso Peres ou simplesmente Talitha Peres (Montes Claros, 12 de fevereiro de 1953) é uma pianista de música popular brasileira. É mestre em musicologia pelo Conservatório Brasileiro de Música do Rio de Janeiro. Gravou um CD dedicado à obra de Chiquinha Gonzaga.